# 머니 트레인
《머니 트레인》(영어: Money Train)은 미국에서 제작된 조지프 루빈 감독의 1995년 액션 코미디 영화이다. 웨슬리 스나이프스, 우디 해럴슨 등이 출연하였고, 닐 캔턴 등이 제작에 참여하였다.

## 줄거리
존과 찰리 로빈슨 형제는 뉴욕 지하철을 순찰하는 교통경찰이다. 크리스마스에 그들은 두 명의 강도를 지하철 터널까지 쫓아간다. 주변 열차들은 멈춰 섰지만, 도널드 패터슨 교통국장은 지하철 수입을 운반하는 머니 트레인의 운행을 허용한다. 십대 강도 중 한 명은 머니 트레인을 지키던 교통경찰의 총에 맞아 사망하고, 이로 인해 형제는 그들에게 분노하여 형제와 교통경찰 사이에 싸움이 벌어진다. 패터슨은 머니 트레인을 지연시킨 책임을 존과 찰리에게 돌린다.
찰리는 존에게 크리스마스 선물을 살 돈을 달라고 하지만, 대신 도박꾼 미스터 브라운에게 도박 빚을 갚는 데 사용한다. 그러나 브라운이 부하들을 시켜 찰리를 건물에서 떨어뜨리겠다고 협박하자 빚이 더 늘어나고, 존이 개입한다. 찰리가 15,000달러의 빚을 졌음을 밝히며 존은 처음에는 그들이 찰리를 떨어뜨리도록 내버려두기로 결정한다. 하지만 존과의 짧은 대화 후 미스터 브라운은 며칠 내로 돈을 가져다주겠다는 존의 약속을 받아들인다.
존과 찰리 모두 아름다운 신입 위장 교통경찰관 그레이스 산티아고에게 호감을 느낀다. 횃불 살인마로 알려진 연쇄 살인범이 토큰 부스를 털고 불을 질러 부스 직원의 목숨을 위협하자, 존과 찰리는 직원을 구하고 불을 끈다. 횃불 살인마는 도망치다 그레이스를 쓰러뜨린다.
존은 찰리의 도박 빚을 갚기 위해 머니 트레인을 털려는 계획을 거부한다. 형제와 그레이스가 머니 트레인 순찰에 배정되었을 때, 찰리는 열차 바닥에 있는 창살과 센트럴 파크로 이어지는 유지보수 사다리를 발견한다. 존과 다른 경찰관 사이에 싸움이 벌어지고, 순식간에 전체 분대로 번진다. 패터슨은 다시 형제에게 싸움의 책임을 돌리고 돈의 일부를 챙겼다고 비난하며, 수금원이 잘못 세어 돈이 사라지지 않았다는 것을 깨달은 후에도 계속해서 그들을 꾸짖는다.
찰리는 존에게 머니 트레인을 털기 가장 좋은 시기는 보안이 약하고 그 해 최고 수익을 올리는 신년 전야이며, 그날 밤에는 최대 4,000,000달러에 달할 것이라고 말한다.
존은 찰리에게 미스터 브라운에게 갚을 돈 15,000달러를 주지만, 찰리는 기차 안에서 노파에게 소매치기를 당하고, 돈을 갚지 못해 브라운의 부하들에게 폭행당한다. 존은 그레이스의 방문을 받고 서로에 대한 끌림을 깨닫고 두 사람은 성관계를 갖는다. 집으로 가는 길에 찰리는 존의 아파트에 들른다. 그는 그레이스와 존이 함께 자는 것을 보고 슬퍼하며 발길을 돌린다. 존은 찰리를 아프게 한 것에 대해 후회하고, 찰리가 15,000달러를 잃은 것에 대해 실망한다.
토치(Torch)를 체포하기 위한 스팅 작전에서 그레이스는 토큰 부스 직원으로 변장한다. 함정을 알아차린 토치는 움직이는 열차 앞으로 남자를 밀어 넣어 살해함으로써 경찰의 주의를 분산시킨다. 토치는 그레이스에게 휘발유를 뿌리지만, 불을 붙이기 전에 찰리가 다른 경찰관들에게 알리고 그들은 총격을 가한다. 존은 살인범을 다른 역까지 쫓아가 싸운다. 토치는 휘발유에 불이 붙어 화상을 입고 다가오는 열차에 치여 사망한다. 패터슨은 매복 작전을 망쳤다며 찰리를 해고한다. 존이 동생을 변호하자 존도 해고당하고, 이로 인해 형제는 의절한다.
그날 밤 늦게 바에서 찰리는 미스터 브라운과 그의 부하들에게 추가 폭행을 당한다. 브라운은 신년까지 15,000달러의 빚을 갚지 않으면 존을 살해하겠다고 위협한다.
신년 전야에 존은 찰리 소식을 듣고 미스터 브라운의 스트립 클럽으로 돌진하여 쿵푸 기술로 갱스터들을 제압하고, 찰리에게 무슨 일이 생기면 브라운에게 위협을 가하며, 360도 발차기로 유리 인클로저에 부딪혀 기절시킨다.
그레이스는 존에게 찰리의 강도 행각에 개입하도록 설득한다. 찰리는 아래에서 머니 트레인에 들어가 운전사를 쫓아내고 사다리가 있는 곳까지 운전하지만, NYPD 기마경찰 무리가 있어 돈을 가지고 탈출할 수 없다.
열차에 도착한 존은 찰리에게 체포를 피하기 위해 더 멀리 운전하도록 설득한다. 형제는 패터슨이 원격으로 브레이크를 작동하는 것을 막기 위해 브레이크를 비활성화한다. 패터슨은 강철 바리케이드를 설치하지만, 존과 찰리는 실수로 열차의 최고 속도를 높여 바리케이드를 부수고 돌진한다.
교통 관제관 코왈스키는 머니 트레인을 폭주 열차로 선언하고 선로를 비우기 시작하지만, 패터슨은 승객들의 탈출을 막기 위해 열차를 승객 열차가 점유하고 있는 선로, 즉 코니 아일랜드행 1220호 열차 선로로 우회시킨다. 그러나 운전사에게는 머니 트레인에 대해 알리지 않는다.
찰리가 돈을 훔치려 하자 존은 그를 막으려 하고, 이로 인해 형제 사이에 싸움이 벌어진다. 결국 찰리가 존이 열차에서 떨어지는 것을 구해주면서 두 사람은 싸움을 멈춘다. 머니 트레인은 승객 열차의 후미를 들이받고 속도를 줄이지만, 다시 속도를 높여 승객 열차를 계속해서 들이받으며 두 열차가 모두 탈선하고 운전사를 포함한 모든 승객이 사망할 위험을 증가시킨다.
브레이크가 없고 스로틀이 고장 나자 형제는 승객 열차를 구하기 위해 머니 트레인을 후진시키기로 결정한다. 찰리는 철제 막대를 놓아 후진 레버를 작동시키고, 형제는 열차 위로 올라간다. 머니 트레인은 다시 1220호 열차를 들이받아 후진 레버를 작동시키고 후진 위치로 만든다. 형제는 머니 트레인이 탈선하자 1220호 열차로 뛰어넘고, 다음 역에서 경찰관들과 함께 기다리던 패터슨은 이 광경에 경악한다.
지하철역에 도착한 형제는 도망치려 하지만 패터슨에게 발각되고, 패터슨은 그들을 심문한다. 패터슨의 학대에 지친 두 사람은 그가 존의 얼굴에 침을 뱉자마자 그의 얼굴을 주먹으로 때린다.
패터슨이 그들을 체포하라고 소리치자, 그레이스가 승객의 생명을 위태롭게 한 혐의로 그를 체포하여 형제는 놀라움을 금치 못한다. 형제는 새해 카운트다운이 시작되고 끝나는 1996년 새해가 울려 퍼지는 타임스 스퀘어로 나간다. 축하 행사 중에 존은 찰리가 50만 달러가 넘는 돈이 든 가방을 들고 있는 것을 보고 경악한다. 영화는 크레딧이 올라가는 동안 형제가 돈 때문에 다투며 멀리 사라지는 장면으로 끝난다.

## 출연
- 웨슬리 스나이프스
- 우디 해럴슨
- 제니퍼 로페즈
- 로버트 블레이크
- 크리스 쿠퍼
- 조 그리파시
- 빈센트 패스토어
- 스킵 서더스
- 아이다 터투로
- 엔리코 콜런토니

## 기타 제작진
- 공동 제작: 더그 클레이번, 마이클 E. 스틸
- 배역: 프랜신 메이즐러
- 미술: 빌 그룸
- 의상: 루스 E. 카터

## 우리말 녹음
KBS 성우진 (2000년 2월 5일)
- 김영민 - 존(웨슬리 스나이프스)
- 이재용 - 찰리(우디 해럴슨)
- 강희선 - 그레이스(제니퍼 로페즈)
- 이윤선 - 패터슨(로버트 블레이크)
- 강구한 - 토치(크리스 쿠퍼)
- 유민석
- 정옥주
- 김수중
- 김소형
- 성수경
- 김우정
- 은영선